# Selçikler
Selçikler és un poble del districte de Sivaslı a la província d'Uşak, Turquia. Se situa a 38° 30′ N, 29° 40′ E / 38.500°N,29.667°E i sols a 2 km a l'oest de Sivaslı. La distància a Uşak és de prop de 36 km. La població de Selçikler era de 2.023 habitants el 2010.
Selçikler va ser fundada damunt d'un turó. Durant les investigacions arqueològiques dutes a terme entre 1966-1978 es va esbrinar que el turó havia estat habitat en èpoques antigues. Durant l'Imperi Romà d'Orient, l'assentament fou la Seu de Sebaste de Frígia.